# معاداة الكوريين

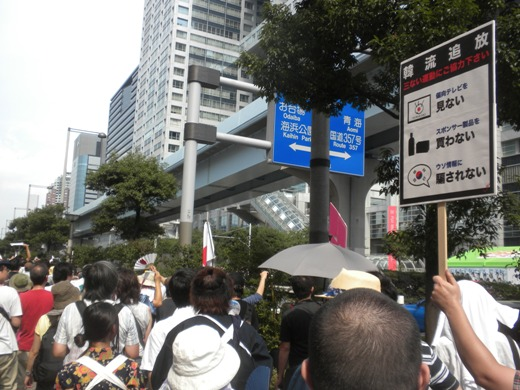
مظاهرة في اليابان تصوّر معادة الكوريين

معاداة الكوريين ((هانغل: 반한 감정)) ، هي مصطلح ينطبق على فئة من المجتمع المعارضة للوجود الكوري، والتي يشمل المجتمع الكوري وثقافتهم، بالإضافة إلى الأحداث السياسية كالإستعمار الياباني في شبه الجزيرة الكورية وقضية صخور ليانكورت.

## الغزو الياباني لشبه الجزيرة الكورية
حدث الغزو للمرة الأولى عام 1592م، وقام اليابان بغزو شبه الجزيرة الكورية للمرة الثانية عام 1910م، وتم استيطان العدد من اليابانيين لمدن كمدينة سيول وغيرها، وخرج اليابان من شبه الجزيرة الكورية بعد استسلام الإمبراطورية اليابانية عام 1945م.

## إستضافة كأس العالم لكوريا واليابان سنة 2002م
لم يعجب البعض في اليابان من مشاركة بلاده مع كوريا الجنوبية لإستضافة كأس العالم لكرة القدم عام 2002م.